# بانک اطلاعات فیلم هنگ کنگ
بانک اطلاعات فیلم هنگ کنگ (انگلیسی: Hong Kong Movie DataBase) یک پایگاه داده دوزبانهٔ فیلم است که در سال ۱۹۹۵ توسط «رایان لا» برپا شد.
این وبگاه دربارهٔ فیلم‌های هنگ کنگ و همچنین هنرمندان سینما و تلویزیون این کشور است و اکنون در بارهٔ بیش از ۱۸٬۰۰۰ فیلم و ۷۱٬۰۰۰ هنرمند اطلاعات ثبت‌شده دارد.